# Витлеемски параклис
Витлеемският параклис (на чешки: Betlémská kaple) е параклис в Прага на Витлеемския площад в старата част на града.
Основан е с лични средства от Ян от Мюлхайм на земята на Ян Кржиж през 1391 г.
В параклиса чете проповеди Ян Хус; мястото става център на Реформацията в Чехия. Всъщност той е основан специално за провеждане на литургии на чешки език.
След поражението на протестантите в битката при Бялата планина, става собственост на йезуитите, след което през 1786 г. е разрушен. Съвременната сграда е построена през 1954 г. по проект на Ярослав Фрагнер. Архитектът се опитва да интегрира запазените участъци от стените и, доколкото е възможно, да възпроизведе предишния вид на параклиса. Сградата може да побере до 3000 души и има два покрива със седловидна форма и кула с форма на игла.
От 1962 г. е включен в списъка на национални паметници на културата на Чехия.

## Първоначално строителство
Параклисът е основан от Ян от Мюлхайм (Хануш от Милхайм) и е трябвало да служи за проповеди на чешки език (както е посочено в документа за основаването му (zakládací listina) от 1391 г.). За строежа, търговецът Ян Кржиж дарява градината към къщата си – сградата я заема изцяло, като дори навлиза в гробището на катедралата „Св. Филип и Яков“ и заема част от близкия тогава площад с кладенец. Строежът продължава три години.
Това е неуспешен обект по отношение на строителството, но е решено да се построи параклис в тази част на Старе Место, наричано сърцето на кралството. Тук произнася речи Ян Милич от Кромержиж, което има голяма символика. Тази част на Прага се смята изключително за „чешка“, по това време тук живеят дървосекачи, зидари, германската аристокрация остава предимно по-близо до Стария градски площад.
В допълнение към стреловидните прозорци в сградата има и правоъгълни прозорци, които дотогава не са се били поставяни на храмове. Входовете са разположени асиметрично. Очевидно поръчителят не е изисквал спазването на всички канони; основното е било бързо да се построи място за чешки свещеници.
Първите проповедници в параклиса не са известни. Едва през 1402 г. Ян от Мюлхайм кани Ян Хус, учител в Карловия университет, който става ректор през същата година. Ян Хус вече е известен с речите си в катедралата „Свети Михал“. Под негово влияние се появяват църковни песни на чешки език, писменост, приет е Кутнохорския декрет, според който чешкият народ получава повечето гласове в Карловия университет. След 7 години, през 1410 г. папата издава указ за затваряне на параклиса, но без резултат. Когато през 1412 г. Ян Хус започва да критикува продажбата на индулгенции, той губи и подкрепата на чешкия крал Вацлав IV, който преди това е подкрепял Хус.
На 11 юли в параклиса са погребани първите жертви на съпротивителното движение. На 1 октомври 1412 г. отряд германци опитва да залови Хус. През февруари 1413 г. той проповядва в параклиса за последен път. Но преди да тръгне, той заповядва на стената да се изрисува надпис-манифест. Останките от надписа са разкрити по-късно; съдържанието на стенописа е запазено в Йенския кодекс. На 6 юли 1415 г. Ян Хус е изгорен и пепелта му е разпръсната над Рейн.

## След смъртта на Ян Хус
Известно време в параклиса проповядва Якоубек от Стржибра, обаче влиянието на параклиса продължава да намалява. До началото на Хуситските войни центърът на реформацията се премества в катедралата Дева Мария Снежна, а водач става Ян Зелевски.
Външният вид на параклиса също се променя. Вместо оригиналните дървени плочи през 16 век е издигнат свод. Това оказва отрицателно въздействие върху сградата, стените не могат да издържат на натоварването.
В това състояние църквата съществува до битката при Бялата планина. Победителят Фердинанд II дава за известно време параклиса на йезуитите, но през 1662 г. го продава, заедно с други университетски имоти.
Йезуитите премахват островърхия фронтон, начупват амвона, изтриват рисунки и надписи от стените. Въпреки това те умишлено запазват общия вид на сградата. Йезуитите са били активни в други строителни дейности в Прага и не са имали достатъчно време за Витлеемския параклис.
През 1773 г. йезуитският орден е разпуснат. Структурата се разпада, което през 1786 г. става повод за Ф. Хергет да събори параклиса и да построи две навеса за строителни материали на освободеното място. Заедно с параклиса са унищожени гробовете на видни личности, основно професори от Пражкия университет. Там е бил и гробът на Ян от Мюлхайм, основателят на параклиса.
През 1836 – 1837 г. на мястото на параклиса е построена триетажна къща.

## Възстановяване през 20 век
Един от първите въпроси по време на реставрацията на параклиса е въпросът за неговия размер. Сградата определено е била на мястото на къща номер 255 на Витлеемския площад. Думата „параклис“, множеството изображения на параклиса и карта на Томек от 1419 г. подтикват мнозина да мислят, че структурата била е по-малка от размера на участъка. Едва през 1915 г., подготвяйки се за 500-годишнината от изгарянето на Ян Хус, Карел Хут събира огромно количество исторически документи и доказва, че параклисът е заемал цялото място. Той обаче погрешно заключава, че не са оцелели никакви останки. Проучване от 1919 г. показва, че три стени на параклиса не са разрушени, тъй като те са общи за съседните къщи. Изчезнала е само стената, обърната към площада; по времето на Хус обаче тя не е била основната фасада, тя е била прикрита от съседната катедрала „Св. Филип и Яков“.
Параклисът е реставриран през 1954 г. под ръководството на архитекта Ярослав Фрагнер. Южната стена в близост до площада е възстановена според оригиналните чертежи. В сградата на параклиса са запазени оригиналният готически вид на някои прозорци, входният портал (XIV век), порталът към дома на проповедниците и готическото светилище, останки от трактатите на Хус и неговия наследник Якоубка из Стржибра по стените и някои стенописи.
През 1987 г. Чешкият технически университет получава параклиса, и извършва реконструкция по свой начин, сградата е отворена за обществеността. На 26 март 1992 г. параклисът е открит. В продължение на традициите, сградата се използва за провеждане на тържествени събития на университета.
В него се помещава музей, провеждат се концерти и изложби.